# 中村拓也
中村 拓也（なかむら たくや、1976年 - ）は日本の哲学者・翻訳者。同志社大学文学部哲学科教授。専門は現象学（特にフッサール現象学）で、主に自我の問題、時間意識、生世界、感情移入の研究を行う。

## 経歴
2011年に同志社大学より博士論文「フッサールの自我論」で博士（哲学）の学位を取得。その後、同志社大学において、2013年4月文学部助教、2016年4月文学部准教授、2020年4月文学研究科博士前期課程准教授、2022年4月より文学部教授、博士課程前期課程教授を務める。
この間、2016年4月より2017年4月までコペンハーゲン大学主観性研究センター（所長：ダン・ザハヴィ）客員研究員、その後、2017年4月より2018年3月までケルン大学フッサール文庫客員研究員を務めた。

## 出版物

### 共著
- Nakamura, Takuya (2023-02-23). “Einströmen: Die dynamische Struktur des transzendentalen Lebens”. In Diler Ezgi Tarhan (German). Schriften zur Phänomenologie Edmund Husserls. Philosophy Series. 4. London: Transnational Press London. pp. 273-284. ISBN 9781801351720. NCID BD0165054X. OCLC 1378099335.[注釈 2]

### 翻訳
ダン・ザハヴィの著作を中心に、現象学に関する書籍の翻訳も行っている。

#### 単訳
- ダン・ザハヴィ『初学者のための現象学』、晃洋書房：京都、2015年4月。ISBN 9784771026100。NCID BB1855318X。OCLC 913453062。
- ナミン・リー[注釈 3]『本能の現象学』、晃洋書房：京都、2017年1月。ISBN 9784771027725。NCID BB22913609。OCLC 979942852。
- ダン・ザハヴィ『自己意識と他性：現象学的探究』、法政大学出版局：東京、〈叢書・ウニベルシタス;1058〉2017年5月。ISBN 9784588010583。NCID BB23675517。OCLC 991585647。
- ダン・ザハヴィ『自己と他者：主観性・共感・恥の探究』、晃洋書房：京都、2017年11月。ISBN 9784771029231。NCID BB24835787。OCLC 1015302735。
- ダン・ザハヴィ『フッサールの遺産：現象学・形而上学・超越論哲学』、法政大学出版局：東京、〈叢書・ウニベルシタス;1082〉、2018年10月。ISBN 9784588010828。NCID BB26904483。OCLC 1057904289。

#### 共訳
- ダン・ザハヴィ『フッサールの現象学』工藤和男・中村拓也訳、晃洋書房：京都、2003年12月。ISBN 9784771015012。NCID BA64897283。OCLC 675744889。
  - ダン・ザハヴィ『フッサールの現象学』（新装版）工藤和男・中村拓也訳、晃洋書房：京都、2017年4月。ISBN 9784771028920。NCID BB23598256。OCLC 1003123768。
- リリアン・アルワイス[注釈 4]『フッサールとハイデガー：世界を取り戻す闘い』工藤和男・中村拓也訳、晃洋書房：京都、2012年11月。ISBN 9784771023741。NCID BB11053291。OCLC 853285006。

## 委員
2024年11月現在、以下の委員に就いている。
- 関西倫理学会、委員（2019年11月 - ）
- 関西哲学会、委員（2022年10月 - ）
- 同志社哲学会、委員（2023年9月 - ）